# Hubert Renard
 (décembre 2023).
Pour les articles homonymes, voir Renard.
Hubert Renard,  né le 12 janvier 1965 à Lyon, est un artiste plasticien conceptuel français.

## Biographie
L'œuvre d'Hubert Renard consiste en grande partie en une documentation (publiée ou non) sous forme de catalogues, affiches, cartons d'invitation, photographies d'expositions, de vernissages, d'installations, articles de presse, enregistrement de conférences, documents épistolaires, etc. consacrée à un artiste dont la réalité est paradoxalement établie et mise en doute par ce dispositif et qui porte le nom d'Hubert Renard. La particularité  de ce travail fait d'Hubert Renard un artiste majeur du livre d'artiste.

## Livres d'artistes (sélection)
- Kit de montage et Revue de presse, 2017. Boîte documentaire contenant un fascicule et d'un CD-room permettant de produire une exposition de l'artiste Hubert Renard, et de 34 articles de presse reproduits sur feuillets et relatant l'activité de l'artiste Hubert Renard de 1978 à 1998. La boîte mesure 39 x 29 x 6,5 cm  Édition limitée à 6 exemplaires numérotés et signés et 2 épreuves d'artiste. Produit et publié en 2017 par mfc-michèle didier.
- Invitation, 2015. Boîte documentaire contenant les cartons d'invitation aux vernissages des 42 expositions d'Hubert Renard, de 1971 à 1998. Editée en 6 exemplaires numérotés.
- Le bout du monde, 2009. Boite d'archivage contenant la documentation complète de l'exposition d'Hubert Renard Le bout du monde à la Fondation Rosario Almara en 1996. Editée en 6 exemplaires numérotés.
- Point de vue, 2008. Classeur (24 x 32) contenant la documentation de l'exposition Point de vue au Laboratoire d'art multiple, Renens, Suisse, 1998. Edité en 6 exemplaires numérotés.
- Catalogue, 2008. Classeur (24 x 32 cm) contenant la documentation relative au livre Catalogue édité par la galerie M&M de Montréal en 1986 et à sa réédition dans le coffret n°2 de PEGG en 2008. 6 exemplaires numérotés.

## Publications (sélection)
- (de) Hubert Renard, Stille Gesten - Kunsthalle Krefeld, 1990, Rennes, Incertain Sens, 2001, 8 p.

- Hubert Renard, La conférence des échelles, Rennes, Incertain Sens, 2002

- Hubert Renard, Des Illusions ou l'invention de l'art. Un livre d'Alain Farfall, Rennes, Incertain Sens, 2008, 64 p.

- Hubert Renard, Catalogue, La Rochelle, Editions PEGG, coll. « Coffrets », 2008

- Hubert Renard, Hubert Renard: une monographie, Montrouge/ Saint-Yrieix-la-Perche, Burozoïque / CDLA, 2009, 112 p.

- Hubert Renard, Catalogue de poche, raisonnable et procrastiné, Marseille, (un)limited store, coll. « uls pocket », 2009, 112 p. (ISBN 978-2-918016-19-9)

- Hubert Renard, Les discours de Pully, Rennes, Incertain Sens, 2010, 11 p.

- Hubert Renard, Sans titre, Lausanne, art&fiction, coll. « Re:Pacific », 2013, 192 p. (ISBN 978-2-940377-60-2)
- Pierre Escot et Hubert Renard, Dimensions variables, Lausanne, Art&fiction, coll. « ShushLarry », 2023, 310 p. (ISBN 978-2-88964-048-5)

## Articles (sélection)
- Alain Farfall, « La discrétion d'Hubert Renard, l'envers et l'endroit », dans Pratiques. Réflexions sur l'art : L'ardeur de l'art même. Pratiques discrètes de l'art et leurs non-lieux, Rennes, École supérieure des beaux-arts de Rennes, Presses Universitaires de Rennes (no 21), 2010

- Alain Farfall, « L'Unicité de Mode de vie », dans Stéphane Fretz, Alexandre Loye, Christian Pellet (dir.), Mode de vie, Kit de démontage, Lausanne, art&fiction, 2012 (ISBN 978-2-940377-51-0)

- Hubert Renard, « Le texte des échelles », dans Le Salon : Question d'échelle, Metz, École supérieure d'Art de Lorraine (no 5), 2012